# Home (álbum de The Corrs)
Home (Hogar) es el quinto álbum de estudio de la banda irlandesa The Corrs, publicado en septiembre de 2005. El sencillo de presentación fue Old Town.

## Álbum
El disco recoge doce temas, casi todos tradicionales irlandeses, rescatados de un libro de partituras de Jean Corr, madre de los Corr, arregladas por ellos mismos como homenaje, según los hermanos, a su familia, su país y sus seguidores antes de la pausa profesional que llevarían a cabo más tarde. Fue Caroline Corr, batería del grupo, quien tuvo la idea. El trabajo contó con la participación de la Orquesta de la televisión irlandesa y con el arreglista Fiachra Trench. Incluye dos temas en gaélico (Brid Og Ni Mhaille y Buachaill Ón Éirne) algo nunca utilizado antes por The Corrs. El origen de alguna de las canciones se remonta a varios siglos atrás.
Se editaron cinco ediciones distintas: una para Europa, otra exclusiva para Alemania, otra para Japón y otra para Taiwán. La quinta fue la reedición española al vender más de 40,000 copias en España, incluyendo así un DVD documental. Las ediciones alemana y japonesa incluyeron el tema instrumental Return To Fingall, que tocaron en su gira Borrowed Heaven 2004-2005 bajo el nombre de Lunasa. Pese a ser un álbum de música tradicional, vendió más de un millón de copias en todo el mundo. Tuvo especial repercusión en Francia, donde se convirtió en el 19º álbum más vendido del año. 

### Canciones
1. My Lagan Love  - 4:21
2. Spancill Hill - 5:10
  1. Corte instrumental
3. Peggy Gordon - 4:27
4. Black Is The Colour - 3:50
5. Heart Like A Wheel  - 3:54
6. Buachaill On Eirne  - 3:16
7. Old Hag  - Instrumental - 3:45
8. Moorlough Shore  - 4:20
9. Old Town - 3:50
10. Dimming Of The Day - Interpretada por Sharon Corr - 3:00
11. Brid Og Ni Mhaille - 3:40
12. Haste To The Wedding  -Instrumental - 2:43
13. Bonus Track: Return To Fingall -Instrumental - 4:15

- Singles: Old Town/Heart Like A Wheel

## Lista de ventas
| Año  | Lista            | Posición | Certificación |
| ---- | ---------------- | -------- | ------------- |
| 2005 | Lista Irlanda    | 1        | x2 Platino    |
| 2005 | Lista Francia    | 5        | 1 Platino     |
| 2005 | Lista España     | 8        | 1 Oro         |
| 2005 | Uk Charts        | 14       | 1 Plata       |
| 2005 | Charts Alemania  | 12       | -             |
| 2005 | Charts Suiza     | 7        | -             |
| 2005 | Charts Austria   | 13       | -             |
| 2005 | Charts Escocia   | 12       | -             |
| 2005 | Lista Portugal   | 26       | -             |
| 2005 | Billboard Europa | 8        | -             |

- Datos: Q2567364